# Ždrelo
Ždrelo este un sat situat în comuna Piatra Mlavei din Serbia.
Aici locuiește o comunitate mare de vlahi / români.

## Demografie
Compoziția etnică conform recensământului din 2002:
Componența etnică
     Sârbi (82,67%)
     Vlahi (10,97%)
     Români (1,32%)
     Sloveni (0,13%)
     Iugoslavi (0,13%)
     Necunoscut (1,19%)